# Rotemburgo do Fulda
Rotemburgo do Fulda (em alemão: Rotenburg an der Fulda) é uma cidade do nordeste do Land de Hesse, na Alemanha, situada (como o nome diz) às margens do rio Fulda, no distrito de Hersfeld-Rotenburg.